# Bivuak
En bivuak er en primitiv beskyttelse mod vejrliget ved overnatning under åben himmel. Den kan være konstrueret af materialer fundet på stedet, f.eks. en nødtørftig ramme af to pæle og en overligger, hvorover der er anbragt løvrige grene, så en let regn ikke vil trænge igennem. Det bedste resultat i den tempererede zoner opnås med grangrene i flere lag. I de tropiske zoner kan andre materialer bruges, såsom palmeblade, store dækblade eller flækkede, brede bambusstokke.
Bivuakken kan også laves af medbragte materialer, f.eks. en presenning, et teltunderlag, regnslag eller et oversejl fra et telt.
En bivuak benyttes mest af naturvandrere, spejdere og soldater. For holde varmen kan et bål af typen nying med fordel anvendes. I visse skovområder er der indrettet primitive overnatningspladser, hvor der kan overnattes uden forudgående aftale. På flere af disse er der rejst ly, så teltslagning eller bivuakbygning er unødvendig.